# كسب

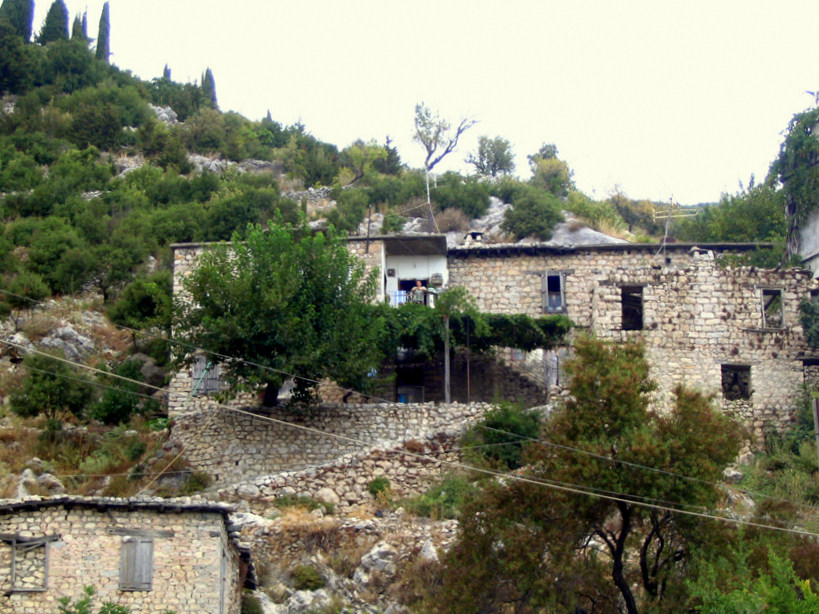
بيت أرمني تقليدي في إحدى ضواحي كسب.

كسب بلدة سياحية تابعة لمحافظة اللاذقية في سوريا، وهي واحدة من أهم وأجمل المصايف فيها. تقع كسب بين الغابات على الجبل الأقرع بارتفاع أكثر من 800 م فوق سطح البحر وتطل على البحر الأبيض المتوسط. الطريق المؤدي إليها من اللاذقية من أجمل الطرق في سوريا، الذي يمر عبر الغابات في جبال الساحل السوري ومروج الأزهار البرية وأشجار الزيتون والتفاح وشجر الغار وصولًا إلى غابات الفرلق الرائعة وتشتهر كسب بصناعة صابون الغار.

## السياحة والتاريخ
كسب بلدة قديمة أيضًا عثر فيها على آثار تعود إلى ما قبل الميلاد، أعيد تجديد البلدة وبنائها بدءً من عام 1910 بعد تعرضها لحريق كبير، وتحتفظ كسب بأجمل المباني الأثرية والكنائس وتصل غربًا برأس البسيط الرائع على ساحل المتوسط بطريق طوله 17 كم يمر عبر أجمل المرتفعات الجبلية والغابات.
تتميز بسلسلة من الجبال والينابيع التي تنساب بين ثنايا الغابات والخضرة التي تغطي كسب الغابات السورية والمناطق المحيطة بها وطبيعة صخور جبالها رخامية، وتمتاز بجوها المعتدل وطبيعتها الساحرة الرائعة وتزدحم صيفا بالسياح والمصطافين من الدول العربية.

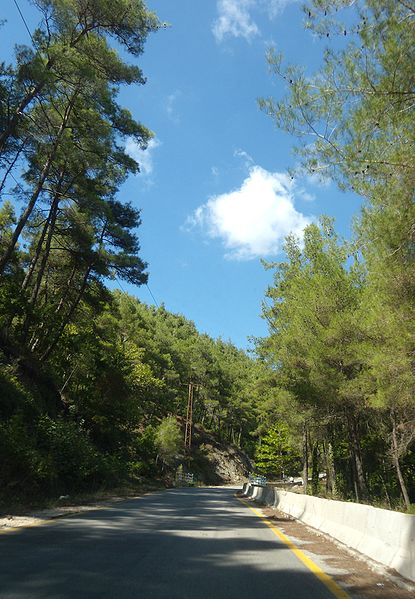
طريق كسب

تنتشر في مصيف كسب الفنادق والمنتزهات والمطاعم والمقاهي والشقق السكنية والفلل المعدة للسياح والمصطافين وكافة المرافق والخدمات السياحية وكافة المحلات التجارية ومحلات الهدايا والمصنوعات الفلكلورية وتقام فيها فعاليات فنية وعروض فلكلورية في الموسم السياحي كل عام.

## السكان
غالبية سكان كسب هم من الأرمن السوريين، ويتكلم سكان كسب اللغة الأرمنية، وهي تُدرس في مدارس البلدة إلى المرحلة الثانوية.

## صور

كسب
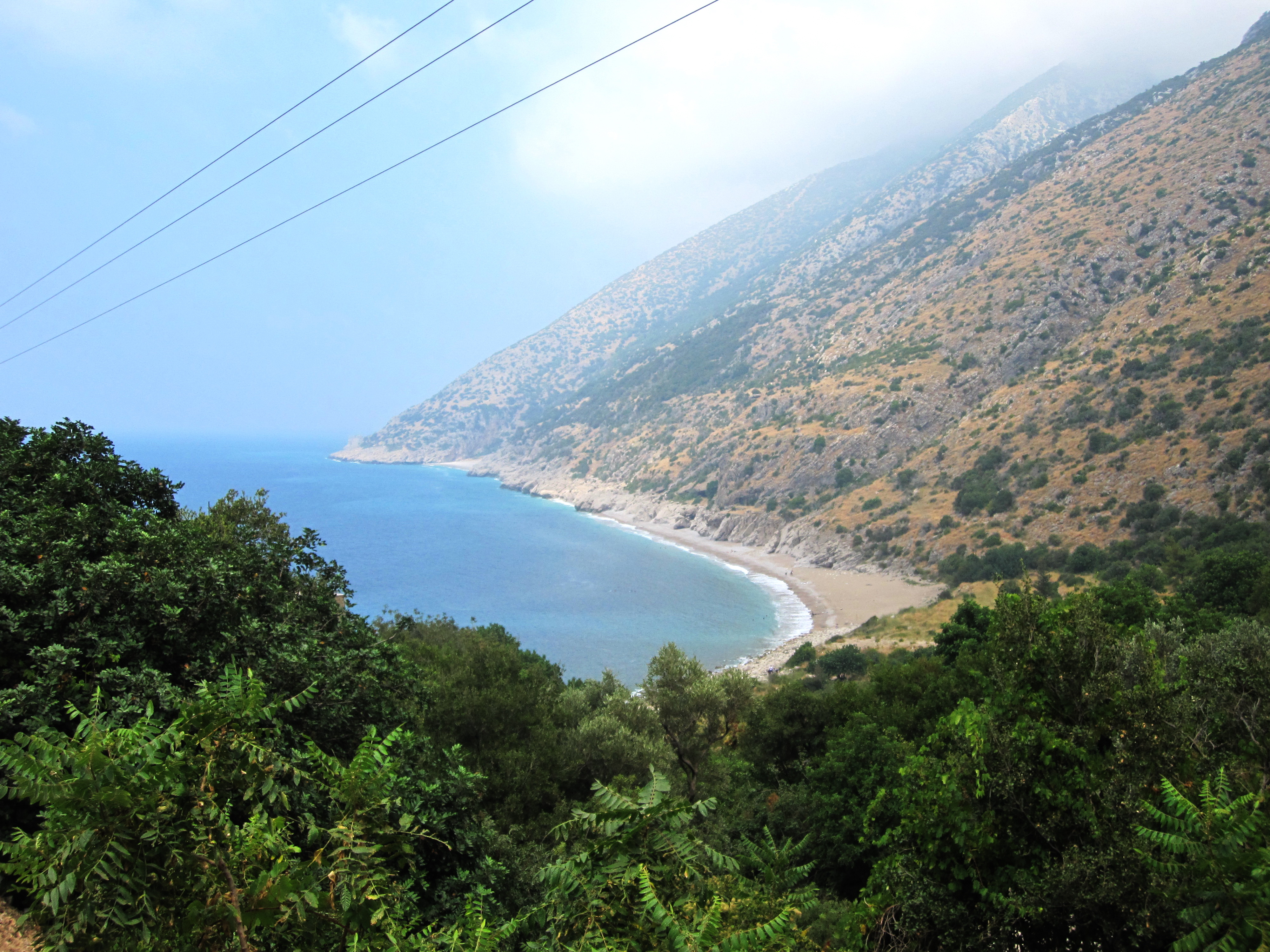
ساحل كارادوران في أقصى شمال محافظة اللاذقية على الحدود مع لواء اسكندرون
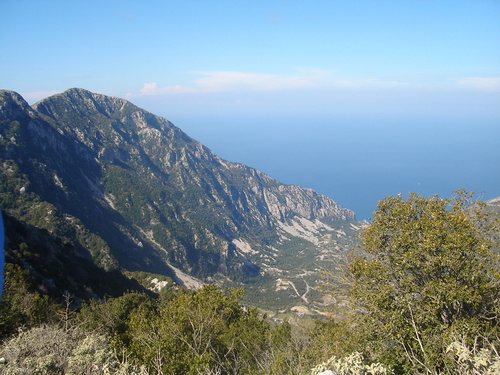
إطلالة من جبال كسب (سندران) على وادي السمراء (كارادوران) على الحدود السورية التركية في أقصى شمال محافظة اللاذقية.
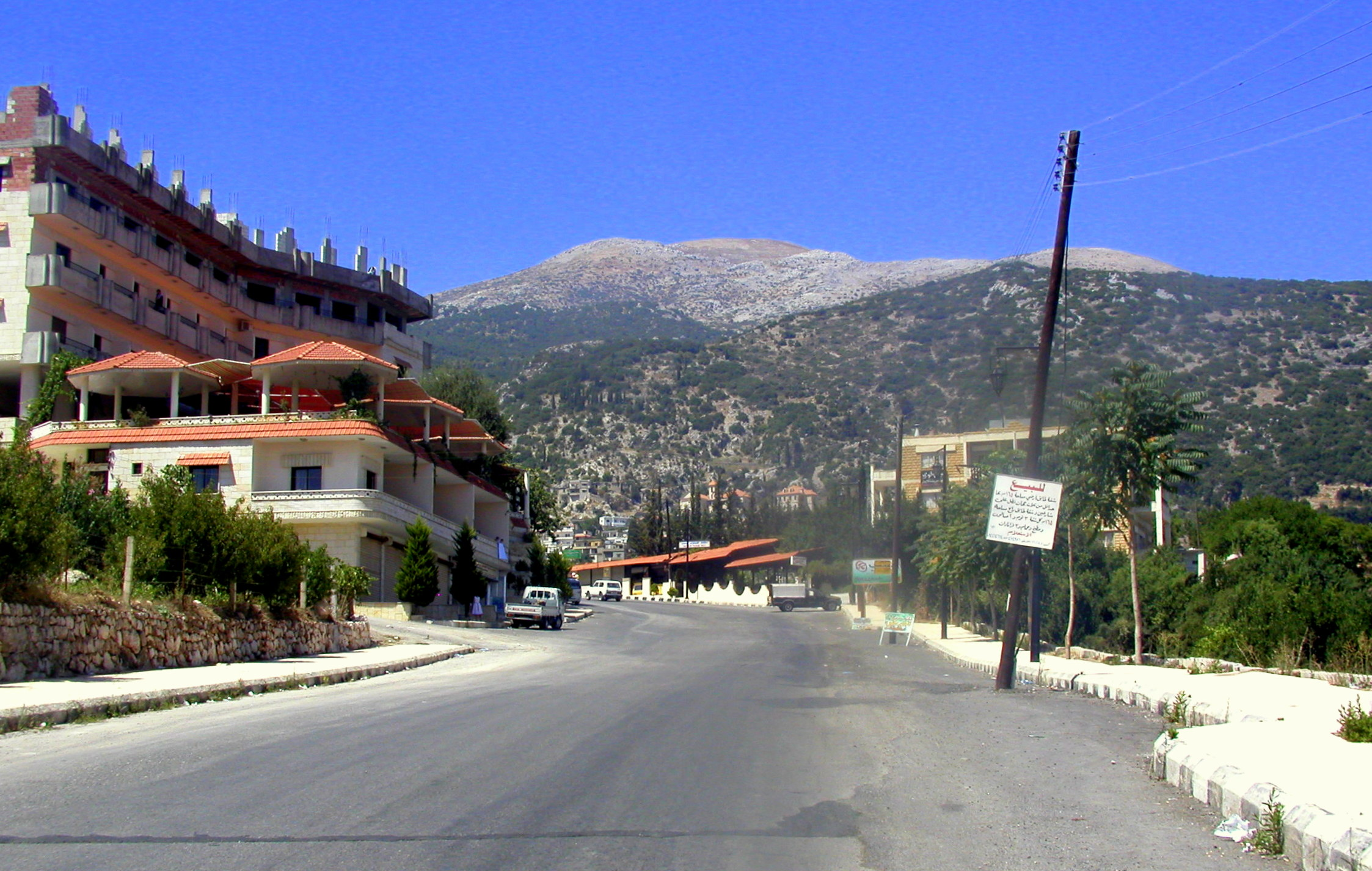
مدخل بلدة كسب من الجهة الشرقية وجبل الأقرع في الخلف

## وصلات خارجية
- Kessab Armenians website (English & Armenian)
- "Kessab History". Kessabi Armenians for Kessab. مؤرشف من الأصل في 2022-03-30.
- Кесаб и армяне — кесабцы